# Warszawa (1858)
Warszawa – parowy wiślany holownik Królestwa Polskiego (środkowej Wisły) o napędzie bocznokołowym.

## Dane
- armator: Spółka Żeglugi Parowej
- miejsce budowy: Warsztaty Żeglugi Parowej na Solcu w Warszawie
- maszyna parowa
  - moc: 60 KM
  - produkcja: Warsztaty Żeglugi Parowej na Solcu w Warszawie.

## Historia
- 1858–62 r. – rozpoczęcie służby
- 1871 r. – sprzedanie do Rosji.

## Literatura
- Witold Arkuszewski „Wiślane statki pasażerskie XIX i XX wieku”.